# U-556
U-556 — средняя немецкая подводная лодка типа VIIC времён Второй мировой войны.

## История
Заказ на постройку субмарины был отдан 25 сентября 1939 года. Лодка была заложена 2 января 1940 года на верфи «Blohm + Voss» в Гамбурге под строительным номером 532, спущена на воду 7 декабря 1940 года. Лодка вошла в строй 6 февраля 1941 года под командованием капитан-лейтенанта) Герберта Вольфарта.

### Флотилии
- 6 февраля 1941 года — 1 апреля 1941 года — 1-я флотилия (учебная)
- 1 апреля 1941 года — 27 июня 1941 года — 1-я флотилия

### История службы
За время походов потопила 6 судов (29552 БРТ) и повредила одно (4986 БРТ)
Потоплена 27 июня 1941 году в районе 60°24′ с. ш. 20°00′ з. д.) тремя британскими корветами: HMS Nasturtium, HMS Celandine и HMS Gladiolus. Погибло 5 человек. Капитан Вольфарт и большинство членов команды были взяты в плен.
На счету капитана Вольфарта на то время числилось более чем 100 тысяч тонн общего водоизмещения потопленных судов противника.

## Потопленные суда
| Дата        | Название            | Принадлежность | Водоизмещение (брт) | Судьба     |
| ----------- | ------------------- | -------------- | ------------------- | ---------- |
| 6 мая 1941  | Emanuel             |                | 166                 | потоплено  |
| 10 мая 1941 | SS Aelybryn         | Великобритания | 4 986               | повреждено |
| 10 мая 1941 | SS Empire Caribou   | Великобритания | 4 861               | потоплено  |
| 10 мая 1941 | Gand                | Бельгия        | 5 086               | потоплено  |
| 20 мая 1941 | SS British Security | Великобритания | 8 470               | потоплено  |
| 20 мая 1941 | SS Cockaponset      | Великобритания | 5 995               | потоплено  |
| 20 мая 1941 | SS Darlington Court | Великобритания | 4 974               | потоплено  |

## Источник
- Вернер, Г. Стальные гробы. Немецкие подводные лодки: секретные операции 1941-1945 = Iron coffins. — М.: Центрполиграф, 2001. — С. 105-106. — ISBN 5-227-01245-8.